# 獵首密令
，是一部2022年韓國間諜動作片，由李政宰編劇和執導，並與鄭雨盛、田慧振、許城泰和高允貞主演。

## 劇情
在1980年代，韓國軍事獨裁政權達到頂峰，韓國國家安全企劃部（ANSP）海外組次長朴平浩與國內組次長金正道一起在美國華盛頓特區執行保護總統全斗煥的任務。某天，他們發現CIA通知的外籍暗殺小組，並在一場激烈的追逐中，朴平浩被最後一名刺客挾持作為人質。金正道最終開槍擊斃刺客，兩人因此互相指責事件的結果。
在這起事件之後，ANSP的局長告訴朴平浩與金正道，內部可能潛伏著一名北韓間諜，代號「東霖」。根據CIA提供的情報，東霖是一名企圖刺殺南韓總統的北韓特務。金正道與朴平浩開始合作，追查這名間諜的真實身份。起初，遭到拘捕的一名大學教授被懷疑是東霖。
隨著追查深入，兩人接到情報，北韓的一名核物理學家希望尋求政治庇護，並計劃與家人一同叛逃。朴平浩與金正道的團隊準備在日本進行這次撤離行動，然而，核物理學家透露，東霖仍然在逃，並已經洩露了當天南韓軍隊對北韓的滲透行動的情報。滲透行動因此遭到北韓的伏擊，並全軍覆沒。
朴平浩的團隊負責撤離行動，但由於命令矛盾，行動以失敗告終，核物理學家不幸喪生。隨後，兩個團隊各自展開對東霖的調查，彼此之間的猜疑也逐漸加深。
最終，朴平浩與金正道發現彼此的驚人秘密。原來金正道參與了南韓的一場內部革命運動，他與其追隨者計劃刺殺總統全斗煥，因為他們無法忍受全斗煥的軍事獨裁，認為他應該為光州民主化運動的大屠殺負責。華盛頓特區的暗殺行動背後的委託人正是金正道，他故意殺死最後一名刺客以避免他被審問。
另一方面，朴平浩的真實身份則是東霖。他在走投無路的情況下，殺死了自己的助手，並與北韓的聯絡人見面，接收新的命令。然而，他驚訝地發現計劃有所改變，北韓打算入侵南韓，並且東霖將被殺以防止情報洩漏。金正道在千鈞一髮之際救下了朴平浩，並隱藏了他的間諜身份，拉攏他一同執行刺殺全斗煥的計劃。儘管朴平浩極不情願，但最終還是同意了，雖然他對刺殺行動將會引發北韓的軍事入侵感到擔憂。
在泰國曼谷，北韓狙擊手與金正道對總統車隊發動了襲擊，但最終被朴平浩阻止。金正道則試圖親手刺殺全斗煥。然而，北韓安排的最後手段——一顆炸彈未能成功刺殺總統，總統僥倖逃過一劫。金正道在爆炸中喪生。
事後，朴平浩拜訪了金正道的家人，並將他的遺物交給他們。之後，朴平浩前往南韓與趙維靜見面，並向她提出幫助她逃往美國的計劃。正當此時，朴平浩遭到北韓特工的伏擊，趙維靜則被揭示為北韓特務之一。朴平浩臨終前將一份偽造的護照交給她，護照上的假名使用了朴的姓氏，顯示出他對趙維靜的關心，並視她為自己家人。趙維靜最終擊斃了至少一名北韓特工，聽從朴平浩的遺言，計劃逃離國境。

## 演員

### 主要人物
| 演員   | 角色                   | 介紹                       |
| ------ | ---------------------- | -------------------------- |
| 李政宰 | 朴平浩                 | 國家安全企劃部海外組次長。 |
| 鄭雨盛 | 金正道                 | 國家安全企劃部國內組次長   |
| 田慧振 | 方珠京                 | 朴平浩同組的海外組探員。   |
| 許城泰 | 張哲成                 | 與金正道同組的國內組課長   |
| 高允貞 | 趙維靜/朴恩秀/原田仁美 | 趙元植之女                 |

### 國家安全企劃部
| 演員   | 角色   | 介紹         |
| ------ | ------ | ------------ |
| 金鍾洙 | 安炳起 | 部長         |
| 宋永彰 | 姜武永 | 前部長       |
| 鄭滿植 | 楊寶成 | 海外組課長   |
| 朴星雄 |        | 東京分部探員 |
| 趙祐鎮 |        | 東京分部探員 |
| 金南佶 |        | 東京分部探員 |
| 朱智勛 |        | 東京分部探員 |

### 其他出演
- 黃晸珉 飾演 朝鮮人民軍空軍脫北飛行員（影射1983年李雄平歸順事件（朝鲜语：이웅평））
- 李聖旻 飾演 趙元植，朴平浩在日本的線人，維靜的父親
- 劉宰明 飾演 崔代表，軍火商穆成社老闆
- 保羅·巴特爾 飾演 美國中央情報局亞洲分處長
- 姜京憲 飾演 金正道之妻

## 製作
2020年7月24日，據報導李政宰將編劇、執導和主演電影《Hunt》（헌트），預定於2021年開拍。這也是李政宰的導演處女作。2020年7月30日，據報導鄭雨盛正在商討出演電影。2020年8月21日，鄭雨盛確認加入演員陣容。2021年3月21日，田慧振和陳善圭加入演員陣容。2021年7月14日，據報導朱智勛、金南佶、朴星雄、趙祐鎮和鄭滿植將特別出演電影。

### 拍攝
主體拍攝於2021年5月8日開始進行。2021年7月13日，據報導製作公司的代表確診2019冠狀病毒病。2021年7月14日，發行商Megabox Plus M表示團隊所有人員已進行檢測，並發現一名工作人員確診，而李政宰、鄭雨盛等所有演員的檢測結果全為陰性，復拍日目前尚未確定。本片最終於2021年11月13日殺青。
考量到新型冠狀病毒疫情導致海外取景困難，全劇場景均於韓國國內拍攝。東京槍戰橋段於釜山站附近之草梁洞街頭取景拍攝，華盛頓特區之遊行示威橋段於首爾汝矣島肯辛頓酒店取景。泰國槍戰、爆破橋段則於江原道高城禾岩寺附近之閒置地搭建泰式廟宇及棕櫚樹布景。

## 發行
本片入圍第75屆坎城影展「午夜單元」，並於2022年5月19日在盧米埃廳舉行全球首映禮，本片播畢後獲得了7分鐘的起立鼓掌。由Megabox於2022年8月10日在韓國院線上映。本片的發行權已銷售至207個國家地區。本片亦入圍第47屆多倫多影展「星光首映單元」 ，由木蘭影業公司獲得了美國院線的發行權，暫定2022年12月院線上映。

## 獎項榮譽
| 年份   | 頒獎禮                     | 獎項                      | 入圍者                         | 結果 | 備註                 |
| ------ | -------------------------- | ------------------------- | ------------------------------ | ---- | -------------------- |
| 2022年 | 第31屆釜日電影獎           | 男主角獎                  | 鄭雨盛                         | 提名 | [ 17 ] [ 18 ] [ 19 ] |
| 2022年 | 第31屆釜日電影獎           | 男配角獎                  | 許城泰                         | 提名 | [ 17 ] [ 18 ] [ 19 ] |
| 2022年 | 第31屆釜日電影獎           | 女配角獎                  | 田慧振                         | 提名 | [ 17 ] [ 18 ] [ 19 ] |
| 2022年 | 第31屆釜日電影獎           | 新人導演獎                | 李政宰                         | 獲獎 | [ 17 ] [ 18 ] [ 19 ] |
| 2022年 | 第31屆釜日電影獎           | 新人女子演技獎            | 高允貞                         | 提名 | [ 17 ] [ 18 ] [ 19 ] |
| 2022年 | 第42屆韩国电影评论家协会奖 | 男主角獎                  | 鄭雨盛                         | 獲獎 | [ 20 ]               |
| 2022年 | 第42屆韩国电影评论家协会奖 | 女配角獎                  | 田慧振                         | 獲獎 | [ 20 ]               |
| 2022年 | 第42屆韩国电影评论家协会奖 | 新人導演獎                | 李政宰                         | 獲獎 | [ 20 ]               |
| 2022年 | 第42屆韩国电影评论家协会奖 | 影評10選                  | 《獵首密令》                   | 獲獎 | [ 20 ]               |
| 2022年 | 第43屆青龍電影獎           | 最優秀作品獎              | 《獵首密令》                   | 提名 | [ 21 ] [ 22 ]        |
| 2022年 | 第43屆青龍電影獎           | 男主角獎                  | 鄭雨盛                         | 提名 | [ 21 ] [ 22 ]        |
| 2022年 | 第43屆青龍電影獎           | 女配角獎                  | 田慧振                         | 提名 | [ 21 ] [ 22 ]        |
| 2022年 | 第43屆青龍電影獎           | 新人導演獎                | 李政宰                         | 獲獎 | [ 21 ] [ 22 ]        |
| 2022年 | 第43屆青龍電影獎           | 新人女演員獎              | 高允貞                         | 提名 | [ 21 ] [ 22 ]        |
| 2022年 | 第43屆青龍電影獎           | 攝影照明獎                | 李模介、李成煥                 | 獲獎 | [ 21 ] [ 22 ]        |
| 2022年 | 第43屆青龍電影獎           | 劇本獎                    | 李政宰、趙承熙                 | 提名 | [ 21 ] [ 22 ]        |
| 2022年 | 第43屆青龍電影獎           | 音樂獎                    | 曹永旭                         | 提名 | [ 21 ] [ 22 ]        |
| 2022年 | 第43屆青龍電影獎           | 美術獎                    | 朴一賢                         | 提名 | [ 21 ] [ 22 ]        |
| 2022年 | 第43屆青龍電影獎           | 編輯獎                    | 金尚範                         | 獲獎 | [ 21 ] [ 22 ]        |
| 2022年 | 第58屆大鐘獎               | 最優秀作品獎              | 《獵首密令》（韓在德、李政宰） | 提名 | [ 23 ] [ 24 ] [ 25 ] |
| 2022年 | 第58屆大鐘獎               | 男主角獎                  | 鄭雨盛                         | 提名 | [ 23 ] [ 24 ] [ 25 ] |
| 2022年 | 第58屆大鐘獎               | 女配角獎                  | 田慧振                         | 提名 | [ 23 ] [ 24 ] [ 25 ] |
| 2022年 | 第58屆大鐘獎               | 新人女演員獎              | 高允貞                         | 提名 | [ 23 ] [ 24 ] [ 25 ] |
| 2022年 | 第58屆大鐘獎               | 新人導演獎                | 李政宰                         | 提名 | [ 23 ] [ 24 ] [ 25 ] |
| 2022年 | 第58屆大鐘獎               | 劇本獎                    | 趙承熙、李政宰                 | 提名 | [ 23 ] [ 24 ] [ 25 ] |
| 2022年 | 第58屆大鐘獎               | 音樂獎                    | 曹永旭                         | 提名 | [ 23 ] [ 24 ] [ 25 ] |
| 2022年 | 第58屆大鐘獎               | 美術獎                    | 朴一賢                         | 提名 | [ 23 ] [ 24 ] [ 25 ] |
| 2022年 | 第58屆大鐘獎               | 攝影獎                    | 李模介                         | 提名 | [ 23 ] [ 24 ] [ 25 ] |
| 2022年 | 第58屆大鐘獎               | 照明獎                    | 李成煥                         | 獲獎 | [ 23 ] [ 24 ] [ 25 ] |
| 2022年 | 第58屆大鐘獎               | 服裝獎                    | 趙常景、崔允善                 | 提名 | [ 23 ] [ 24 ] [ 25 ] |
| 2022年 | 第58屆大鐘獎               | 編輯獎                    | 金尚範                         | 提名 | [ 23 ] [ 24 ] [ 25 ] |
| 2022年 | 第9屆韓國電影製作人協會獎  | 導演獎                    | 李政宰                         | 獲獎 | [ 26 ]               |
| 2022年 | 第9屆韓國電影製作人協會獎  | 攝影獎                    | 李模介                         | 獲獎 | [ 26 ]               |
| 2022年 | 第9屆韓國電影製作人協會獎  | 美術獎                    | 朴一賢                         | 獲獎 | [ 26 ]               |
| 2022年 | 第9屆韓國電影製作人協會獎  | 編輯獎                    | 金尚範                         | 獲獎 | [ 26 ]               |
| 2023年 | 第7屆夏威夷影評人協會獎    | 最佳新電影人              | 李政宰                         | 獲獎 | [ 27 ] [ 28 ] [ 29 ] |
| 2023年 | 第7屆夏威夷影評人協會獎    | 最佳首部電影              | 《獵首密令》                   | 提名 | [ 27 ] [ 28 ] [ 29 ] |
| 2023年 | 第21届韩国导演选择奖       | 電影部門 年度新人導演獎   | 李政宰                         | 提名 | [ 30 ]               |
| 2023年 | 第59屆百想藝術大獎         | 電影部門 作品獎           | 《獵首密令》                   | 提名 | [ 31 ] [ 32 ]        |
| 2023年 | 第59屆百想藝術大獎         | 電影部門 導演獎           | 李政宰                         | 提名 | [ 31 ] [ 32 ]        |
| 2023年 | 第59屆百想藝術大獎         | 電影部門 新人導演獎       | 李政宰                         | 提名 | [ 31 ] [ 32 ]        |
| 2023年 | 第59屆百想藝術大獎         | 電影部門 男子最優秀演技獎 | 鄭雨盛                         | 提名 | [ 31 ] [ 32 ]        |
| 2023年 | 第59屆百想藝術大獎         | 電影部門 女子新人演技獎   | 高允貞                         | 提名 | [ 31 ] [ 32 ]        |
| 2023年 | 第59屆百想藝術大獎         | 電影部門 劇本獎           | 趙承熙、李政宰                 | 提名 | [ 31 ] [ 32 ]        |
| 2023年 | 第59屆百想藝術大獎         | 電影部門 藝術獎           | 李模介（攝影）                 | 獲獎 | [ 31 ] [ 32 ]        |

## 外部連結
- 互联网电影数据库（IMDb）上《獵戰》的资料（英文）
- NAVER上《獵首密令》的資料
- Daum上《獵首密令》的資料